# Knowles
Knowles és una població dels Estats Units a l'estat d'Oklahoma. Segons el cens del 2000 tenia 32 habitants.

## Demografia
Segons el cens del 2000, Knowles tenia 32 habitants, 10 habitatges, i 8 famílies. La densitat de població era de 68,6 habitants per km².
Dels 10 habitatges en un 50% hi vivien nens de menys de 18 anys, en un 70% hi vivien parelles casades, en un 10% dones solteres, i en un 20% no eren unitats familiars. En el 20% dels habitatges hi vivien persones soles el 20% de les quals corresponia a persones de 65 anys o més que vivien soles. El nombre mitjà de persones vivint en cada habitatge era de 3,2 i el nombre mitjà de persones que vivien en cada família era de 3,75.
Per edats la població es repartia de la següent manera: un 37,5% tenia menys de 18 anys, un 18,8% entre 18 i 24, un 9,4% entre 25 i 44, un 25% de 45 a 60 i un 9,4% 65 anys o més.
L'edat mediana era de 24 anys. Per cada 100 dones de 18 o més anys hi havia 81,8 homes.
La renda mediana per habitatge era de 24.583 $ i la renda mediana per família de 43.750 $. Els homes tenien una renda mediana de 25.000 $ mentre que les dones 20.833 $. La renda per capita de la població era d'11.887 $. Entorn del 33,3% de les famílies i el 43,5% de la població estaven per davall del llindar de pobresa.

## Poblacions més properes
El següent diagrama mostra les poblacions més properes.